# 乌索赫农村居民点
乌索赫农村居民点（俄语：Усохское сельское поселение）是俄罗斯联邦布良斯克州特鲁布切夫斯克区所属的一个农村居民点。其下辖有24个居民点，行政中心为乌索赫。据2015年统计，该农村居民点的人口为1492人。